# Lycomorphodes circinata
Lycomorphodes circinata är en fjärilsart som beskrevs av Paul Dognin 1911. Lycomorphodes circinata ingår i släktet Lycomorphodes och familjen björnspinnare. Inga underarter finns listade i Catalogue of Life.